# Torhout
Torhout è un comune belga di 20 395 abitanti, situato nella provincia fiamminga delle Fiandre Occidentali.